# Pastel de fruta

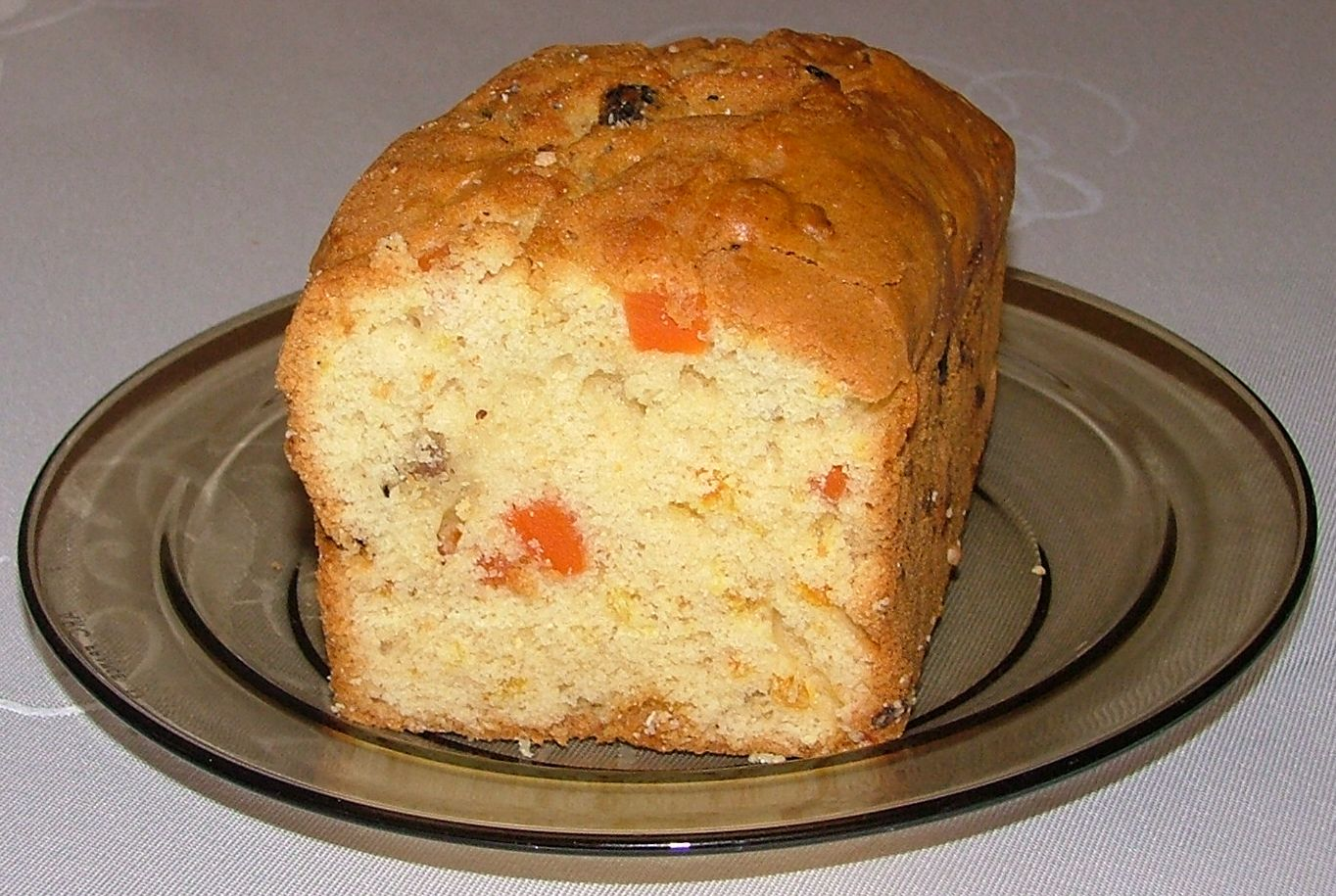
Pastel de fruta polaco (keks).

El pastel de fruta (o budín inglés en algunos países de América Latina) es un  pastel hecho con fruta confitada o fresca troceada, frutos secos y especias, y opcionalmente mojado en licor. En algunos países se preparan versiones cubiertas con crema y decoradas. Los pasteles de fruta se usan a menudo en celebraciones de bodas y de Navidad.

## Historia
La receta más antigua de la Antigua Roma lista semillas de granada, 
piñones y pasas mezclados en un puré de cebada. En la Edad Media se agregó miel, especias y frutas en conserva y fue cuando comenzó a usarse la denominación «pastel de fruta».